# رود آتی-گالانا-ساباکی

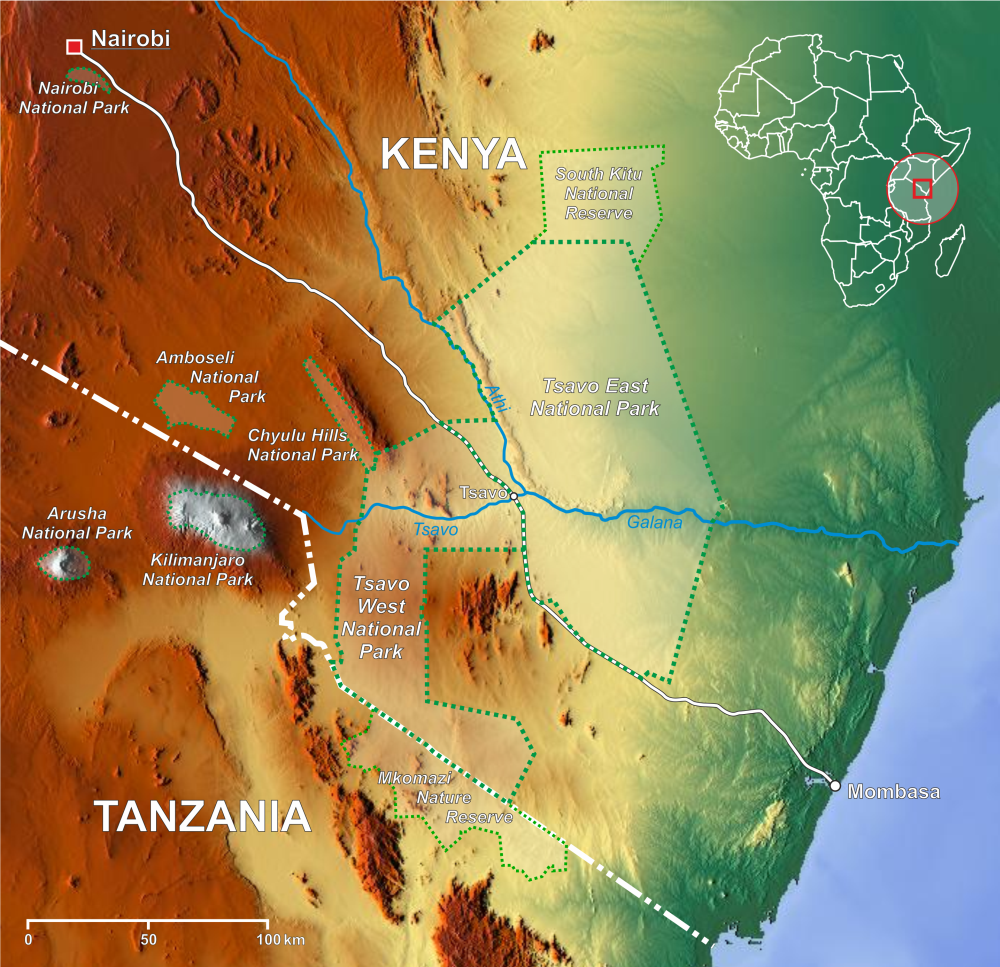
رود آتی-گالانا-ساباکی در نقشه.

رود آتی-گالانا-ساباکی پس از رود تانا، دومین رود بلند کنیا است. طول این رود در مجموع ۳۹۰ کیلومتر است و بستر آن ۷۰۰۰۰ کیلومتر مربع مساحت دارد. رود آتی به اقیانوس هند می‌ریزد.
رود آتی از پارک ملی ساوو شرق می‌گذرد و باعث جذب جانوران زیادی به این منطقه شده‌است از جمله اسب آبی و تمساح.

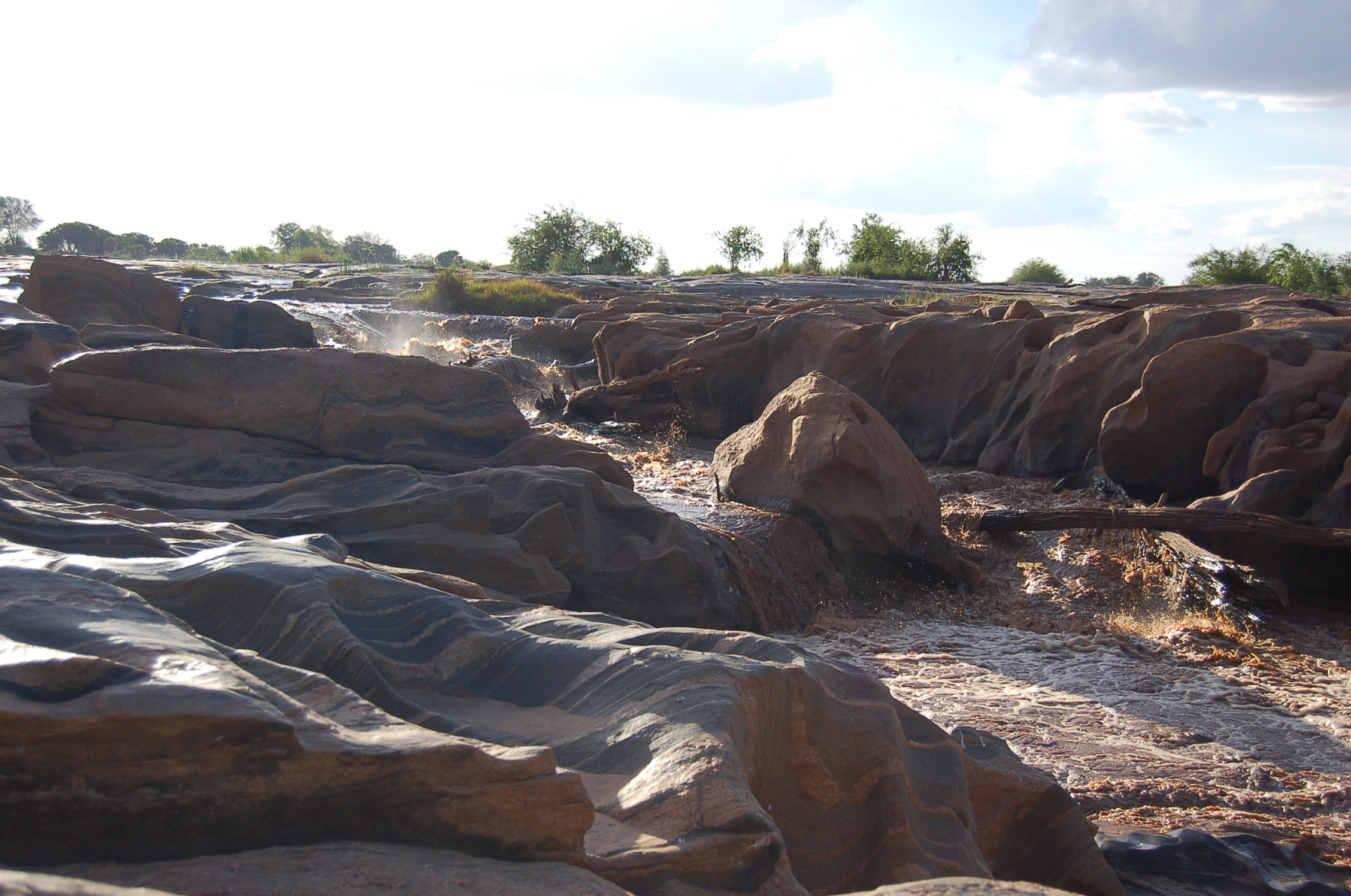
نمای رود گالانا از کنیا
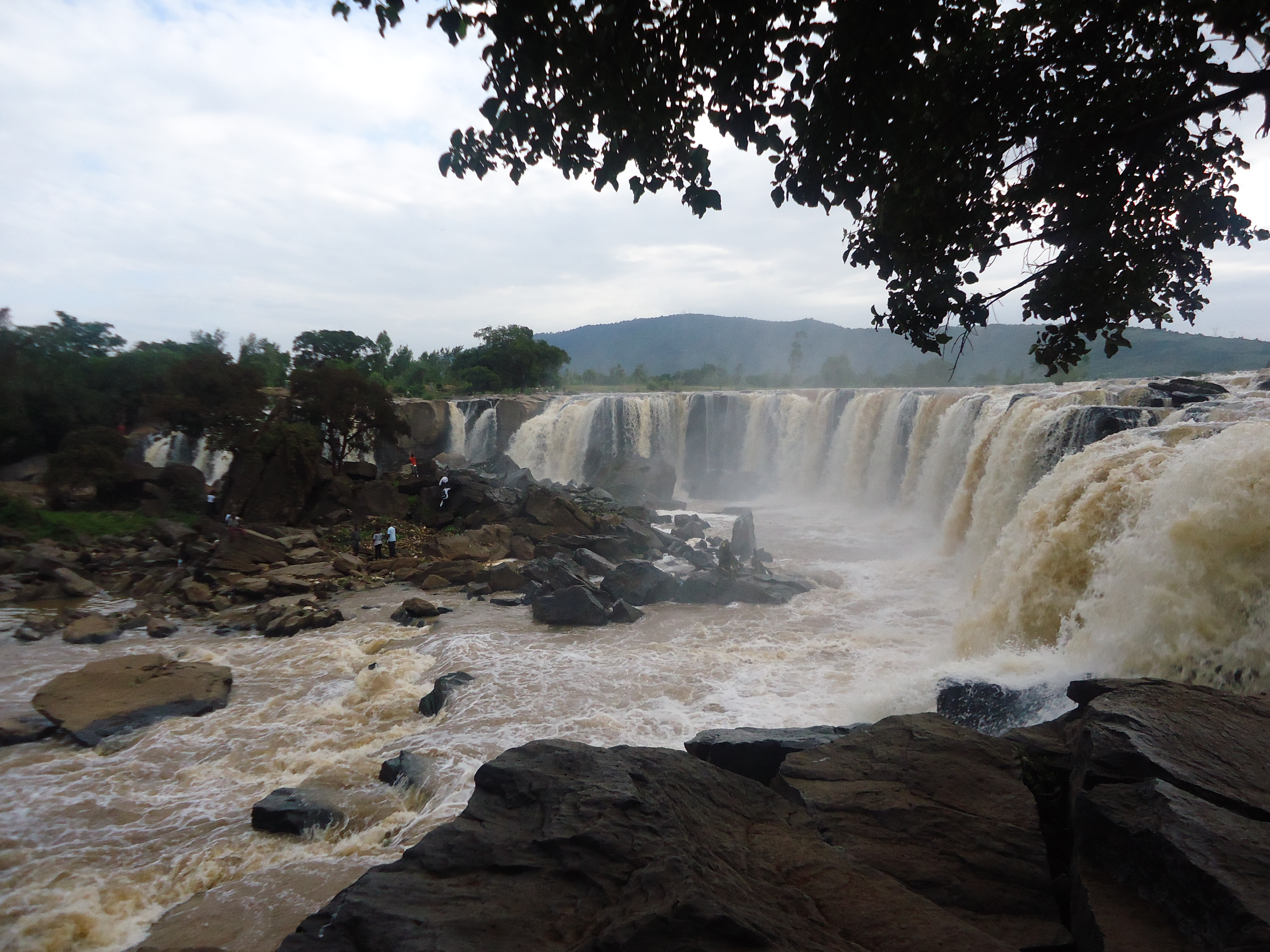
چهار آبشار نزدیک تیکا
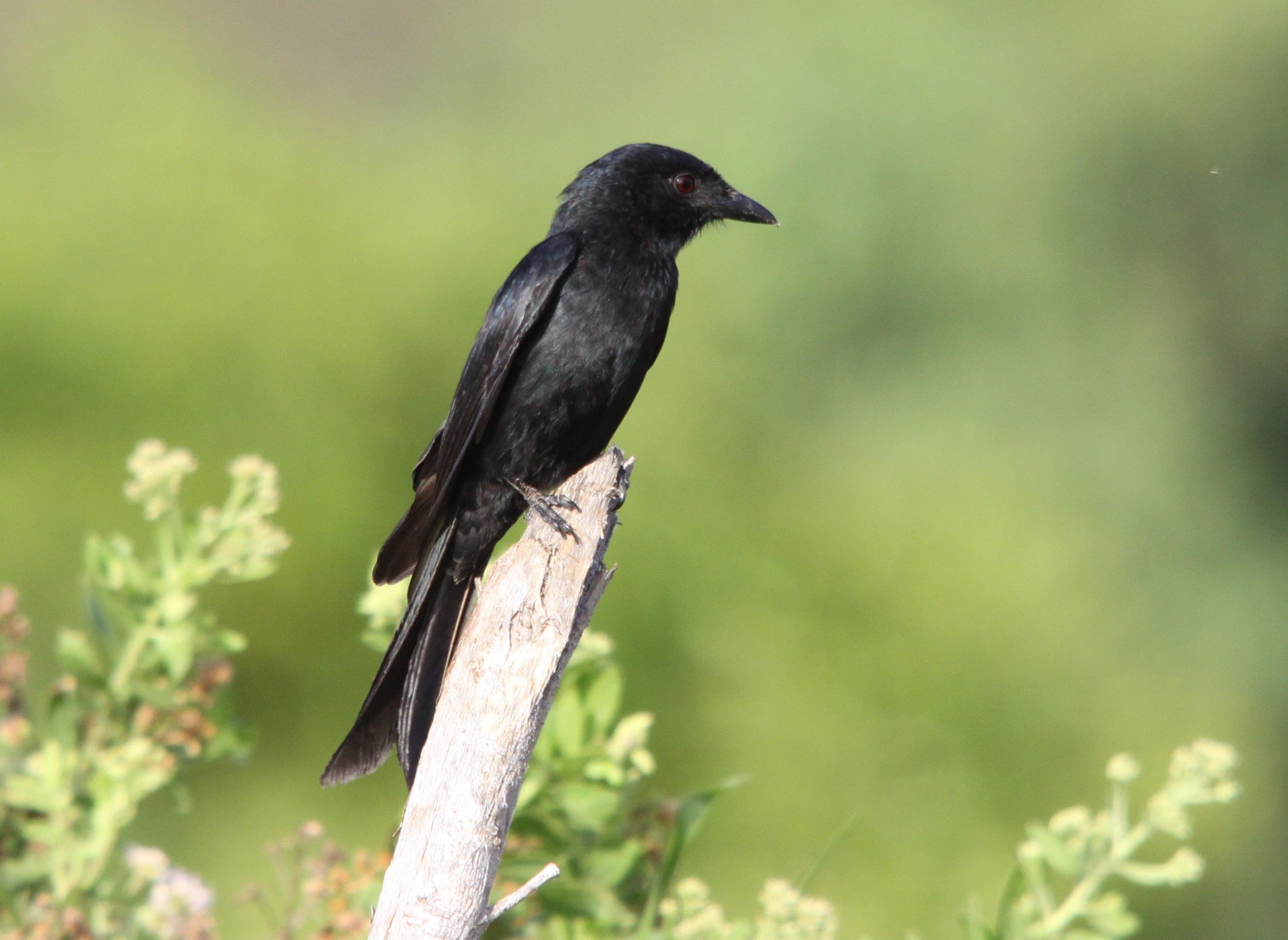
یک بوجانگایی نزدیک رودخانه ساباکا